# Ponte dei Tre Paesi
Il Ponte dei Tre Paesi (in tedesco Dreiländerbrücke, in francese Passerelle des Trois Pays) è un ponte ad arco pedonale e ciclabile sul fiume Reno che collega Weil am Rhein, in Germania con Huningue, in Francia. Deve il suo nome alla collocazione presso la frontiera tra Germania, Francia e Svizzera.
Progettato dall'architetto franco-austriaco Dietmar Feichtinger, la costruzione è avvenuta tra 2006 e 2007. Si tratta del più lungo ponte al mondo dedicato solo a pedoni e ciclisti.
La costruzione del ponte ha richiesto l'utilizzo di 1012 tonnellate di acciaio, 1798 metri cubi di cemento e 805 metri di cavi con un diametro di 30 e 60 centimetri.

## Storia
Il ponte fu portato vicino al porto di Huningue, poi rimorchiato a poche centinaia di metri sul Reno per essere collocato sulle sue basi il 26 novembre 2006. Accessibile dal 30 marzo 2007, il ponte è stato ufficialmente inaugurato nella notte tra il 30 giugno e il 1º luglio.
Il costo del ponte è stato di quasi 9 milioni di euro di cui:
- 1689000 € dall'Unione europea
- 2592000 € dal land Baden-Württemberg
- 998000 € dalla città tedesca di Weil am Rhein
- 3725000 € dalla Francia, di cui 1900000 € dalla Communauté d'agglomération des Trois Frontières.
- Il ponte ha ricevuto nel 2008 il Deutscher Brückenbaupreis, il premio tedesco per la costruzione di ponti.